# Juma Sultan

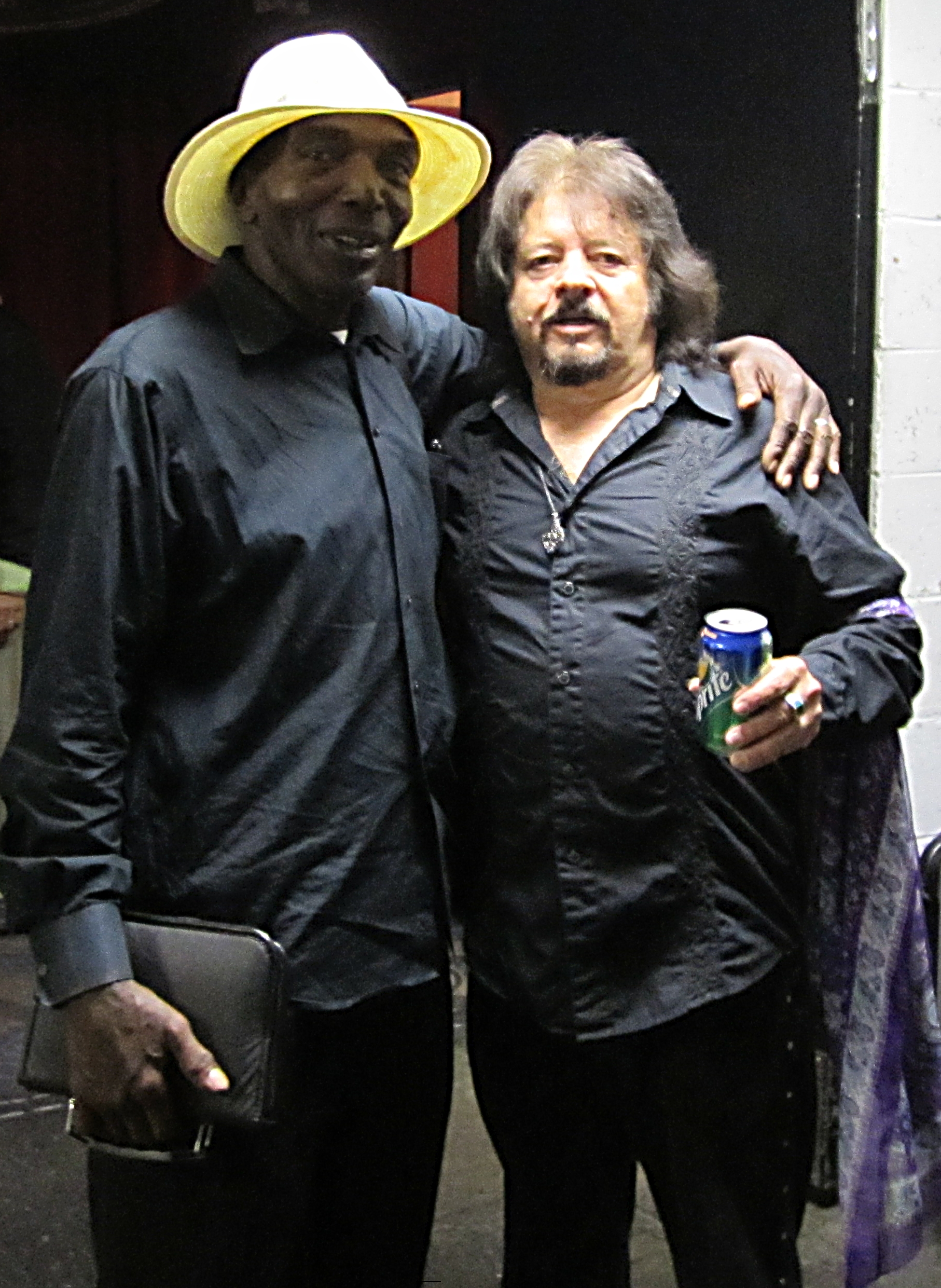
Juma Sultan & Vinny Martell (2010)

Juma Sultan (* 13. April 1942 in Monrovia (Kalifornien) als Edward Lewis) ist ein amerikanischer Jazzmusiker (Kontrabass, Perkussion, auch Altsaxophon, Flöte, E-Bass, Komposition). Beim Woodstock-Festival 1969 trat er mit Jimi Hendrix auf; in den 1970er Jahren war er eine der Schlüsselfiguren des New Yorker Loft Jazz.

## Wirken
Sultan brach 1962 den Besuch der Kunstschule ab und begann mit dem Bassspiel. In den folgenden Jahren gründete er in Topanga eine Kunstgalerie und arbeitete, etwa mit Sonny Simmons, in Jazzclubs in der Umgebung von San Francisco. Ab 1967 wirkte er auch in New York City. 1968 gründete er in Woodstock (New York) seine Aboriginal Music Society, in der er mit lokalen Musikern, bald aber auch mit Musikern aus der in St. Louis ansässigen Black Artist’s Group wie Julius Hemphill, dem AACM-Schlagzeuger Phillip Wilson oder Frank Lowe arbeitete und sich dem Spiritual Jazz näherte. 1969 trat er als Perkussionist zum Abschluss des legendären Woodstock-Festivals mit der Band Gypsy Sun and Rainbows von Jimi Hendrix auf (Mitschnitt, Film); zur Vorbereitung gab Hendrix ein Konzert mit der Aboriginal Music Society. Sultan trat im September 1969 mit Hendrix noch in der Dick Cavett Show auf. Auch ist er auf postumen Veröffentlichungen von Hendrix zu hören.
Sultan wurde 1971 Mitglied in der Band von Archie Shepp, mit dem die Alben Things Have Got to Change und Attica Blues entstanden. Gemeinsam mit James DuBoise spielte er eine Schlüsselrolle in den frühen Jahren der New Yorker Loft-Jazz-Szene und war zentraler Organisator des New York Musicians Jazz Festival sowie des Bicentennial Jazz Festival. Mit Ali Abuwi fungierte er als Tontechniker für eine Vielzahl von Musikern dieser Szene und dokumentierte Hunderte von Stunden ihrer Musik.
1976 stellte Sultan sich im Trio von Kalaparusha Maurice McIntyre, mit dem er auch das Album Kwanza veröffentlichte, bei den Berliner Jazztagen vor. In dieser Zeit nahm er zudem mit Noah Howard (The Black Ark), Sonny Simmons (Manhattan Egos) und dem Sam Rivers Tuba Trio, aber auch mit Nina Simone (Black Gold) auf. Später arbeitete er mit Daoud Haroon, Asha Nan, Emmeretta Marks, der Don Moore Band, der Band Sankofa, der Band Sons of Thunder und mit seiner eigenen Juma Sultan Band.
Sultan betrieb seit der Jahrtausendwende die Website www.jumasarchive.org, über die kurze Auszüge aus seinen Aufnahmen zugänglich wurden. Mit Unterstützung der Clarkson University und der National Endowment for the Arts wurden die Tonbänder gerettet; einige der Aufnahmen wurden auch veröffentlicht.

## Diskographische Hinweise
- Aboriginal Music Society: Father of Origin (Eremite 2011, rec. 1969–1970, mit Frank Lowe, Julius Hemphill, Gene Dinwiddie, Abdul Wadud, Rod Hicks, Philip Wilson, Charles Bobo Shaw, Ali Abuwi)[3]
- Aboriginal Music Society: Whispers from the Archive (Porter Records 2012, rec. 1978, mit Talib Kibwe, James Blood Ulmer, Earl Cross, Ali Abuwi u. a.)
- Joe McPhee – Michael Bisio – Fred Lonberg-Holm – Juma Sultan: The Sweet Spot (RogueArt 2021)